# Etapler Platz

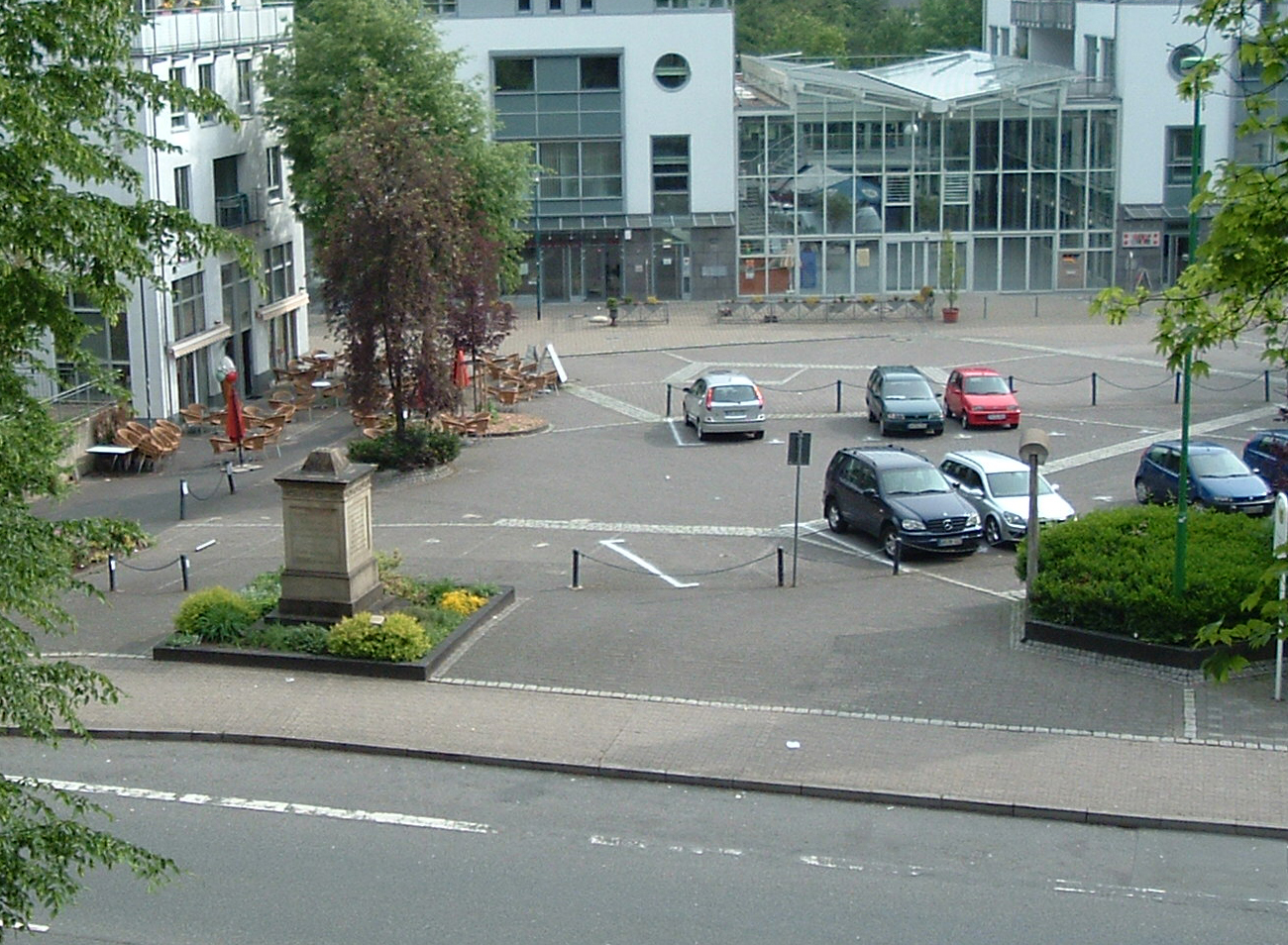
Der Etapler Platz an der Stelle des alten Bahnhofsvorplatzes. Vorne links das „kleine Kriegerdenkmal“.

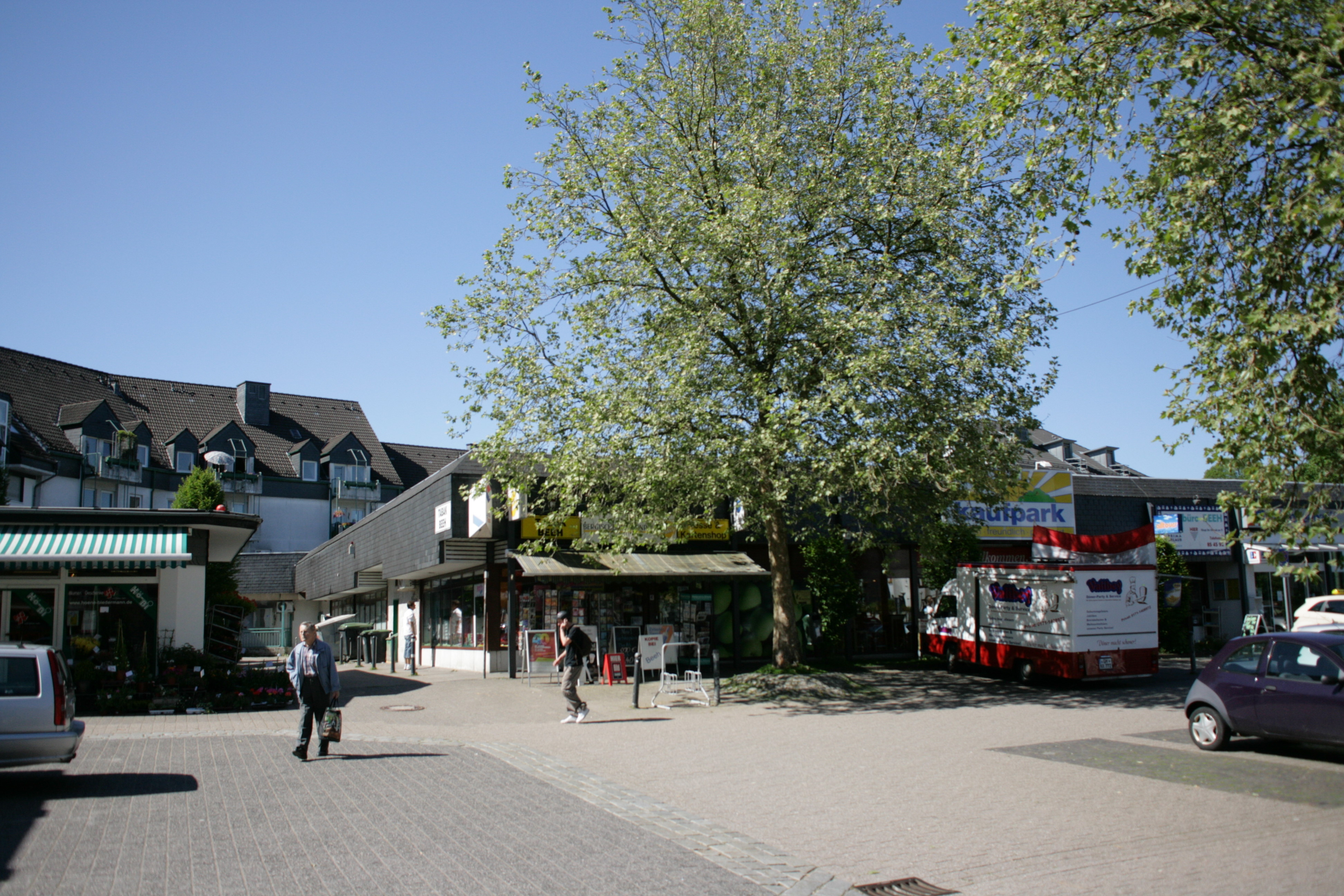
Der Etapler Platz mit einem Teil des Parkplatzes am Raiffeisenmarkt.

Der Etapler Platz ist eine Straßenbezeichnung und ein Platz in der Stadt Hückeswagen. Er hat sich Anfang des 21. Jahrhunderts zum neuen Zentrum der Stadt herausgebildet und so die Islandstraße abgelöst. Seinen Namen erhielt der Etapler Platz nach der Hückeswagener Partnerstadt Étaples-sur-Mer, mit der seit dem 29. Juli 1972 eine Partnerschaft besteht. Auf den Etapler Platz münden die Bahnhofstraße, Peterstraße, Goethestraße, Am Schwarzen Weg und An der Wupperniederung.
Im September 2002 wurde am Etapler Platz auf dem Areal des ehemaligen Bahnhofs ein Geschäfts- und Wohnkomplex eingeweiht. Gebaut wurde auch eine Tiefgarage.
In der heutigen Form ist der Etapler Platz aufgrund der Gebäudeanordnung jedoch zweigeteilt. Er unterteilt sich in den alten Bahnhofsvorplatz und den großen Parkplatz am Raiffeisenmarkt. Ende 2009 wurde diskutiert, einen Teil des Platzes „Carola-Lepping-Platz“ oder „Alter Bahnhofsvorplatz“ zu nennen. Letzteres geht auf einen Antrag der CDU Hückeswagen aus dem Jahr 2003 zurück.
Am Etapler Platz befinden sich zudem wichtige öffentliche Einrichtungen und Unternehmen: Ein großer Teil der Stadtverwaltung, der Energieversorger BEW sowie die größten Geschäfte der Stadt.
Im Jahr 2017 wird der Platz mit insgesamt 59 Parkplätzen fertiggestellt werden.

## Aktivitäten auf und um den Platz
Genutzt wird der Platz auch für verschiedene Veranstaltungen, zum Beispiel die Kirmes oder den Hückeswagener Treff. Der Etapler Platz ist zudem Start- und Zielpunkt des Bürgerbusses.